# 슬래진저 챌린지 4-스타

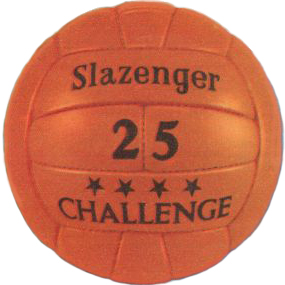
챌린지 4-스타, 공에 4개의 별이 그려져 있다

슬래진저 챌린지 4-스타(Slazenger Challenge 4-Star)는 1966년 FIFA 월드컵의 공식 경기구이다. 제작사는 슬래진저이다.